# Jean Rivier
Jean Rivier (* 21. Juli 1896 in Villemomble; † 6. November 1987 in La Penne-sur-Huveaune) war ein französischer Komponist.

## Leben und Wirken
Rivier studierte nach einem Philosophiestudium am Conservatoire de Paris bei Jean Gallon, Georges Caussade und Maurice Emmanuel und wirkte dort von 1947 bis 1966 als Kompositionslehrer.
Neben einer Oper, einem Ballett und Rundfunkwerken komponierte Rivier über einhundert sinfonische Werke, darunter acht Sinfonien, eine Anzahl von Instrumentalkonzerten, kammermusikalische Werke, ein Requiem, Psalmen, Chorwerke und Lieder.